# Corynopuntia bulbispina
Corynopuntia bulbispina är en kaktusväxtart som först beskrevs av Georg George Engelmann, och fick sitt nu gällande namn av F.M. Knuth. Corynopuntia bulbispina ingår i släktet Corynopuntia, och familjen kaktusväxter. Inga underarter finns listade i Catalogue of Life.